# رایکو گرلیچ
رایکو گرلیچ (انگلیسی: Rajko Grlić؛ زادهٔ ۲ سپتامبر ۱۹۴۷) کارگردان فیلم، تهیه‌کننده فیلم، هنرپیشه، و فیلم‌نامه‌نویس اهل کرواسی است.

## فیلم ها
- پاسگاه مرزی (۲۰۰۶)
- قانون اساسی (۲۰۱۶)